# Emmaüs Défi
Emmaüs Défi est une association loi de 1901 reconnue d'intérêt général faisant partie du Mouvement Emmaüs. Basée à Paris et lancée en 2007 par Jean Deydier et Charles-Edouard Vincent, elle vise l'insertion des personnes sans-abri par l'emploi. Son activité de collecte, tri et vente d'objets divers est organisée selon le modèle de l'« Atelier chantier d'insertion ».
Emmaüs Défi se considère comme un laboratoire d'innovation sociale et a lancé ou incubé plusieurs initiatives en faveur de l'insertion des personnes, notamment le programme « Convergence », le programme « Premières Heures » et « Emmaüs Connect », aujourd'hui structure indépendante faisant partie du Mouvement Emmaüs et luttant contre l'exclusion numérique.
Emmaüs Défi a été, avec l'association Aurore, à l'origine de l'interpellation des candidats à la Mairie de Paris lors de l'élection municipale de 2014 en faveur de la lutte contre l'exclusion. Cette prise de position a débouché sur un engagement d'Anne Hidalgo sur le sujet, puis la signature le 18 février 2015 du grand pacte parisien contre l'exclusion qui comporte 106 mesures dont les programmes « Convergence » et « Premières Heures »,.

## Historique
Emmaüs Défi a été créée en 2007 à la suite de la Crise du Canal Saint-Martin.
Durant l'hiver 2006-2007, l'association Les Enfants de Don Quichotte avait posé sur les berges du Canal Saint-Martin, à Paris, des tentes occupées par des personnes sans-abri afin de dénoncer leur situation. Elle mettait ainsi en lumière l'impasse dans laquelle se trouvaient les programmes d'insertion, principalement basés sur l'hébergement d'urgence, sans accompagnement suivi des personnes.
Cette crise a eu des débouchés variés, tant au niveau local que national. La création d'Emmaüs Défi par Charles-Edouard Vincent, sous l'impulsion de Martin Hirsch, alors président d'Emmaüs France, découle de la volonté de proposer un modèle d'insertion basé sur l'emploi pour les personnes encore à la rue.
Premier président de l'association, Jean Deydier quitte son mandat en 2013 après 6 ans, selon les statuts de l'association. Il est alors remplacé par Jacques Desproges, administrateur de l'association depuis sa fondation. En 2019, Jacques Desproges termine à son tour son sixième mandat de président d'Emmaüs Défi et est remplacé par Emmanuel Ravanas.
Un premier magasin, aujourd'hui fermé, boulevard Jourdan a accueilli l'activité d'Emmaüs Défi de son lancement à 2012.

## Activités
L'activité principale d'Emmaüs Défi correspond à celle des communautés Emmaüs. Il s'agit de récupérer, auprès de particuliers et éventuellement d'entreprises et d'institutions, des objets domestiques variés d'usage courant. La grande majorité des dons concernent des objets de seconde main. Ces objets sont transportés jusqu'aux ateliers, triés, éventuellement remis en état et finalement vendus dans des boutiques tenues par Emmaüs Défi.
Emmaüs Défi se positionne donc comme un acteur du réemploi.
Depuis 2012, Emmaüs Défi dispose de deux espaces de vente à Paris :
- Le magasin Riquet[12], au 40 rue Riquet, dans l'ancien marché couvert fermé en 2010, où se trouvent également les ateliers de tri
- La boutique du 104, 5 rue Curial, au sein de l'espace Centquatre-Paris

Ces boutiques, comme les ateliers et l'activité logistique, sont principalement mises en œuvre par des salariés bénéficiant d'un contrat d'insertion. Ils sont encadrés et accompagnés par des salariés de droit classique. De plus, des bénévoles soutiennent l'association par des actions, notamment en vente, pour le tri de certains objets spécifiques et en tant qu'administrateurs. Parmi ses bénévoles, Emmaüs Défi compte notamment Virginie Pradal, comédienne et antiquaire, qui offre son expertise sur les bibelots et objets anciens.
Deux espaces de stockage sont mis à disposition d'Emmaüs Défi par des entreprises en dehors de Paris.
L'activité sert de moteur à l'insertion de salariés en parcours. Chaque salarié est intégré à une équipe gérée par un encadrant technique d'insertion. Entre autres, l'ancien criminel François Besse a été encadrant technique chez Emmaüs Défi à partir de 2011.

### Les Recréateurs
En mars 2017, deux nouveaux ateliers ont été lancés à Emmaüs Défi sous le nom des Recréateurs. Il s'agit de proposer une montée en compétences des salariés en parcours d'insertion dans deux domaines, qui sont la couture et la fabrication de meubles. La matière première utilisée pour ces créations est trouvée parmi les objets donnés à Emmaüs Défi qui sont en trop mauvais état pour être vendus tels quels. Intégrés au chantier d'insertion, ces ateliers complètent l'activité de collecte-tri-vente d'Emmaüs Défi.

### L’Équipage
Dans le même esprit, également au printemps 2017, Emmaüs Défi a lancé l’Équipage, un projet qui fonctionne sous l'agrément d'Entreprise d'Insertion (EI), dans le domaine de la logistique de proximité, préparation de commandes et gestion de stocks. Ce programme est pensé comme une étape supplémentaire d'insertion et de professionnalisation, après le chantier d'insertion. Les salariés en parcours d'insertion y bénéficient de contrats à temps plein (35 heures par semaine). Début 2020, dix salariés en insertion avaient intégré l’Équipage.

## Innovations

### Premières Heures
Le dispositif Premières Heures a été créé par Emmaüs Défi en 2009. Il a pour objectif de permettre l'embauche progressive de personnes à la rue. En effet, le dispositif national des Ateliers Chantiers d'Insertion prévoit des contrats de 26 heures par semaine, qui ne correspondent pas aux contraintes et capacités de personnes sans domicile.
Premières Heures permet une montée en puissance progressive, avec des contrats d'insertion à l'heure. La personne commence par travailler une ou deux heures puis une ou plusieurs demi-journées par semaine afin de se réhabituer à un environnement de travail et trouver un hébergement stable. Elle peut ensuite accéder à un contrat d'insertion au sein du chantier.
Ce dispositif a été intégré au Pacte parisien 2015-2020 de la Mairie de Paris. Grâce à ce soutien, le dispositif est aujourd'hui utilisé par d'autres associations qu'Emmaüs Défi, notamment l'association Carton Plein.

### Convergence
Le programme Convergence, soutenu par la Mairie de Paris, vise un accompagnement personnalisé pour les salariés en insertion, grâce à la mise en place de partenariats avec des acteurs correspondant aux différentes problématiques rencontrées,. Emmaüs Défi travaille avec des bailleurs sociaux pour répondre aux problèmes de logement, avec des centres de soin pour les problèmes de santé etc.

### Collectes et dons d'objets

#### Amistock
À Paris, la circulation en voiture est plus difficile qu'ailleurs et les habitants ne disposent pas tous d'un véhicule. Dans cette métropole très densément peuplée, Emmaüs Défi a considéré qu'il lui fallait innover et proposer des modes de collecte différents de ceux qu'utilisent les structures Emmaüs dans d'autres départements.
Pour donner à Emmaüs Défi, les Parisiens disposent de plusieurs possibilités, qui sont toutes regroupées au sein d'un même site internet : la plateforme Amistock. L'utilisateur renseigne sur la plateforme les objets qu'il a à donner et il est informé du mode de collecte le plus pertinent.
Pour les petits objets, comme les vêtements, la vaisselle ou les livres, Emmaüs Défi a constitué un réseau de particuliers, d'institutions publiques et d'organisations privées qui acceptent de récolter et stocker les dons, c'est le réseau des Amistocks. Ces objets sont ensuite acheminés vers les ateliers de tri et de réparation.
Pour les objets plus volumineux, tels que les meubles et les gros appareils électroménagers, des collectes à domicile peuvent être réservées sur le site Amistock ou par téléphone.
Enfin, Emmaüs Défi récolte des dons directement à l'accueil de son siège, au sein du magasin Riquet, au 6 rue Archereau.

#### Collectes Solidaires de Quartier
Les collectes solidaires de quartier, coordonnées à Paris par Emmaüs Défi pour le compte d'Emmaüs France, sont des collectes régulières sur l'espace public, organisées à dates fixes avec la Mairie de Paris et l'éco-organisme Eco-Systèmes. Lors de ces collectes, un groupe Emmaüs d'Île-de-France (qui peut être Emmaüs Défi mais aussi une communauté, une structure du Relais ou autre) positionne un camion à l'emplacement prévu et récupère tous les objets apportés par les habitants du quartier.
Ces collectes visent principalement les appareils électriques et électroniques, même si tous types d'objets sont collectés.

#### Collectes partenariales
Afin de développer ses approvisionnements, Emmaüs Défi a noué des partenariats spécifiques avec plusieurs entreprises dont l'activité permet la collecte d'objets de seconde main.
Ainsi, le service de pressing à domicile Cleanio propose à ses clients de lui confier, en même temps que du linge à laver, des vêtements qu'ils souhaitent donner.

## Partenariats
Emmaüs Défi utilise les partenariats avec des entreprises privées comme moteur d'insertion pour ses salariés bénéficiaires et de développement pour les projets de l'association.
Ainsi, par exemple, Vinci et Franprix ont accompagné l'association et embauché plusieurs personnes auparavant accompagnées par Emmaüs Défi,.

### LaBanque solidaire de l'équipement
En 2017, une antenne de ce programme a ouvert à Vénissieux, près de Lyon et des études sont menées en vue d'une extension en Seine-Saint-Denis.  
La BSE propose aux personnes qui accèdent pour la première fois à un logement de s'équiper à moindre frais avec des objets neufs. Les bénéficiaires achètent les équipements dont ils ont besoin pour leur nouveau foyer à un prix 4 à 5 fois inférieur au prix du marché.

### Le RADIS
De son nom complet "Restauration Anti-Gaspi à Double Impact Social", le RADIS est un projet au début de l'année 2019. Le RADIS poursuit deux objectifs d'impact social et un objectif d'impact environnemental : améliorer l'offre de restauration pour les personnes en situation de précarité, créer des parcours d'insertion professionnelle dans des secteurs porteurs, et lutter contre le gaspillage alimentaire. Ce projet est porté par Emmaüs Défi et Baluchon, traiteur solidaire et entreprise d'insertion chargée de la production des repas.